# Bajna (Hongarije)
Bajna is een plaats (község) en gemeente in het Hongaarse comitaat Komárom-Esztergom. Bajna telt 2032 inwoners (2001).

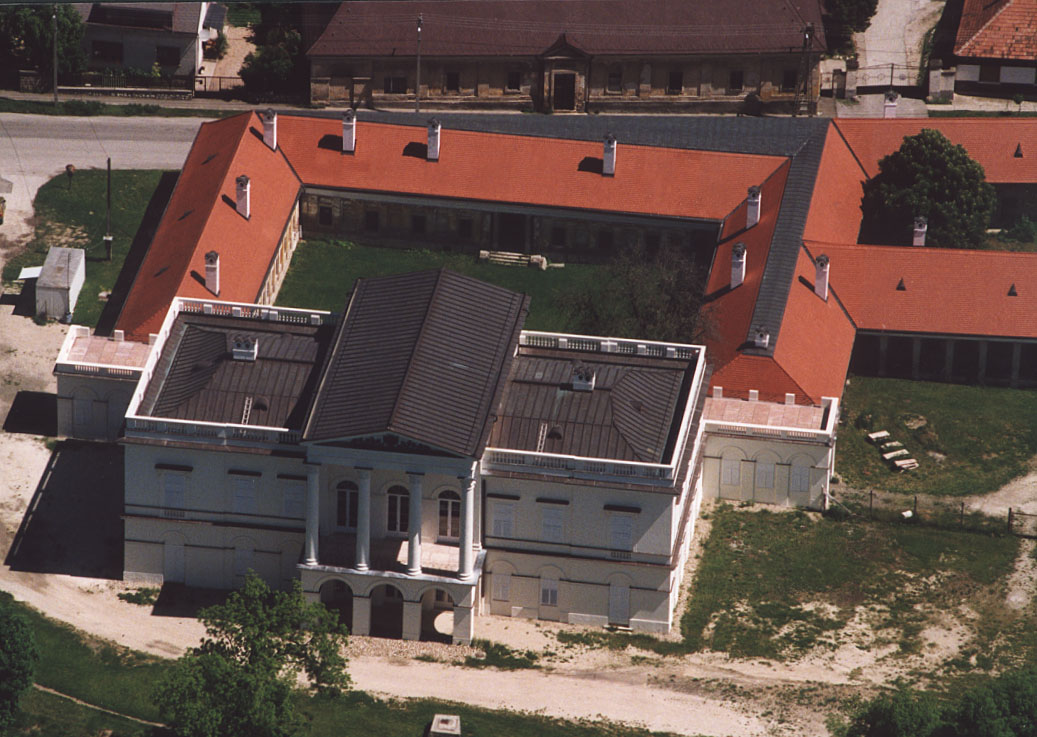
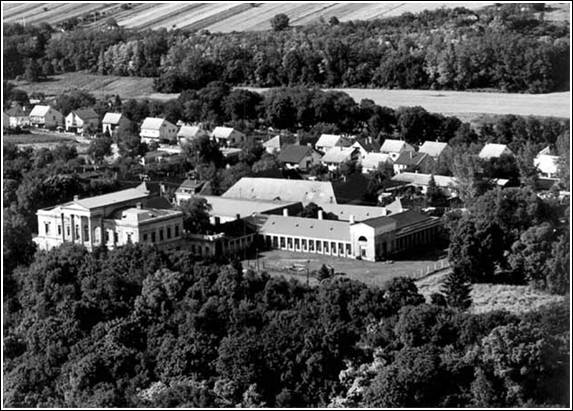
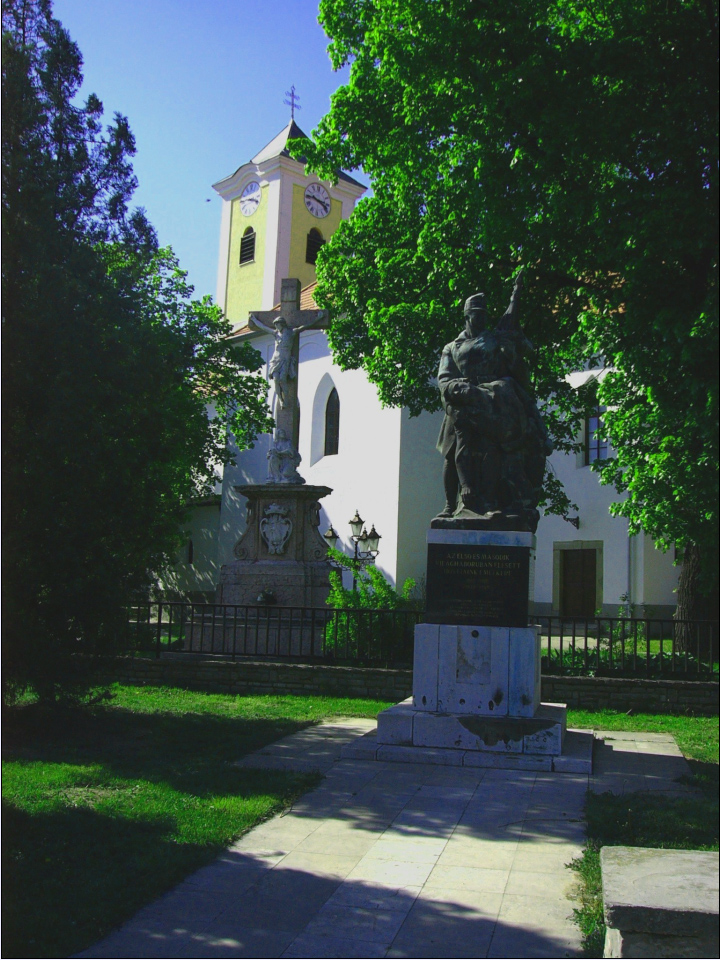
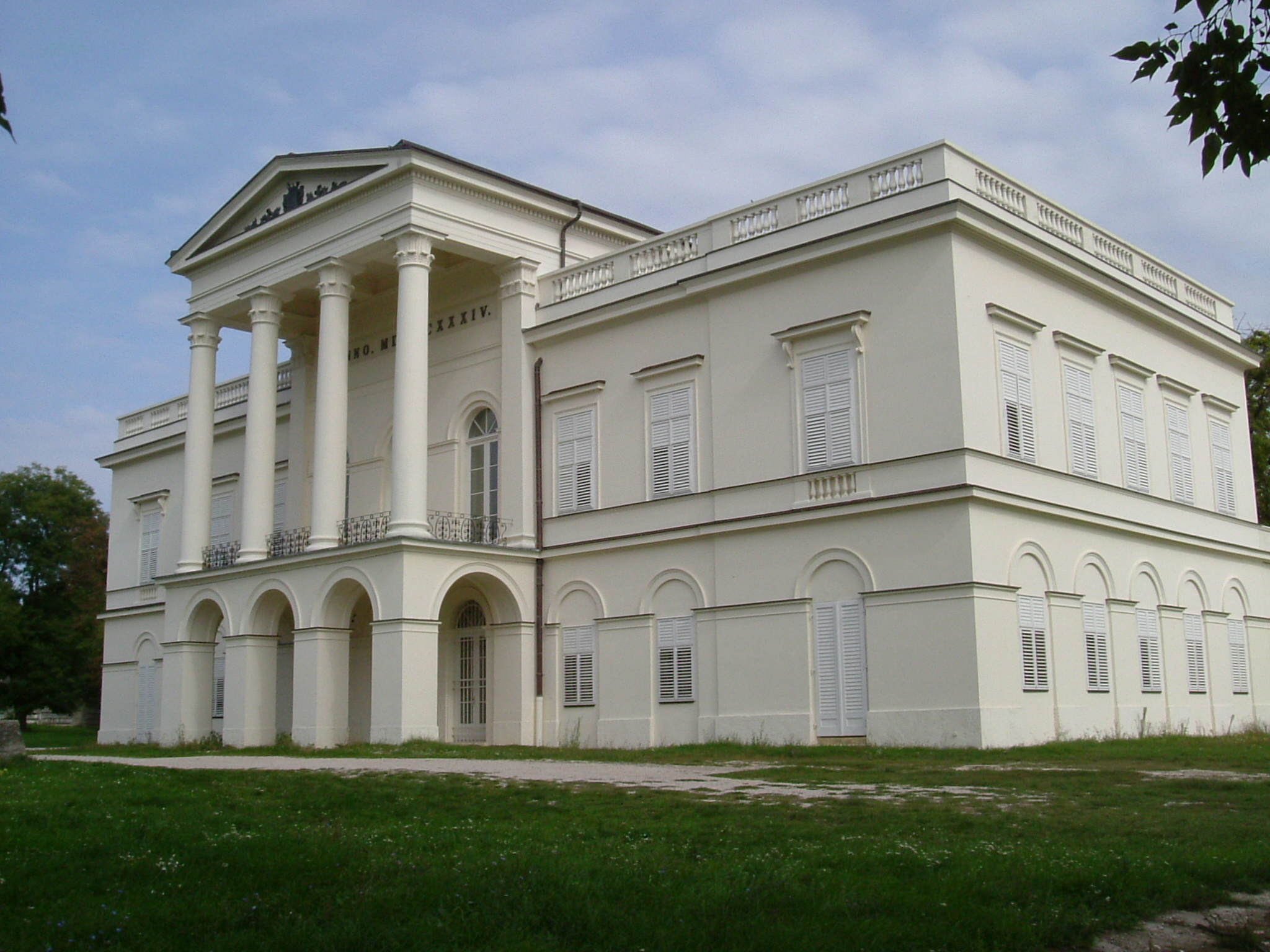